# Public Enemy
Public Enemy este o trupă americană de hip hop formată din Chuck D, Flavor Flav, Professor Griff și grupul său S1W, DJ Lord și Khari Wynn. Formată în Long Island, New York în 1982, Public Enemy este cel mai cunoscută pentru versurile politice și de critică asupra mass-mediei din Americane prin intermediul cărora trupa își manifestă interesul pentru frustrările și îngrijorările comunității afroamericane.

## Membrii formației

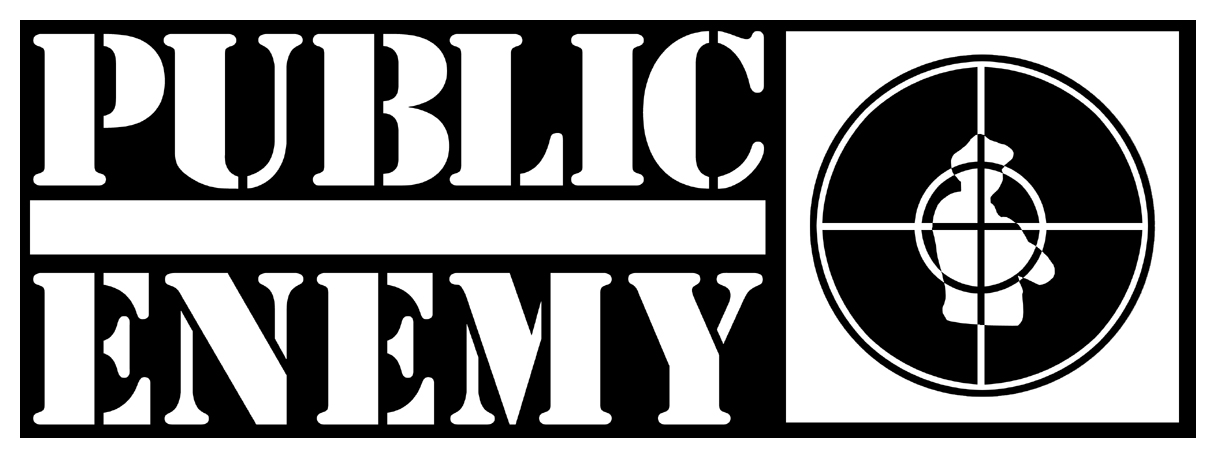
Logo-ul formației

- Chuck D (Carlton D. Ridenhour) - MC
- Flavor Flav (William Drayton) – hype man, ocazional lead vocal
- Khari Wynn – music director
- DJ Lord (Lord Aswod) – DJ
- Professor Griff (Richard Griffin) - Minister of Information

### Foști membri
- Terminator X (Norman Rogers) – DJ, producer)
- Brother James (James Norman)
- Brother Roger
- The Interrorgator (Shawn K Carter),
- Crunch
- S1W
  - Jacob "Big Jake" Shankle
- The Bomb Squad
  - Hank Shocklee (James Henry Boxley III) *original member
  - Keith Shocklee (Keith Boxley) *original member
  - Eric "Vietnam" Sadler *original member
  - Gary G-Wiz (Gary Rinaldo) (took Eric Sadler's place when Sadler left group)

## Discografie
- 1987: Yo! Bum Rush the Show
- 1988: It Takes a Nation of Millions to Hold Us Back
- 1990: Fear of a Black Planet
- 1991: Apocalypse 91... The Enemy Strikes Black
- 1992: Greatest Misses
- 1994: Muse Sick-n-Hour Mess Age
- 1998: He Got Game
- 1999: There's a Poison Goin' On
- 2002: Revolverlution
- 2005: New Whirl Odor
- 2006: Rebirth of a Nation (with Paris)
- 2007: How You Sell Soul to a Soulless People Who Sold Their Soul?
- 2012: Most of My Heroes Still Don't Appear on No Stamp
- 2012: The Evil Empire of Everything

## Premii și nominalizări
Premiile Grammy

| An   | Lucrare nominalizată                    | Premiu                                 | Rezultat     |
| ---- | --------------------------------------- | -------------------------------------- | ------------ |
| 1990 | "Fight the Power"                       | Best Rap Performance by a Duo or Group | Nominalizare |
| 1991 | Fear of a Black Planet                  | Best Rap Performance by a Duo or Group | Nominalizare |
| 1992 | Apocalypse 91... The Enemy Strikes Back | Best Rap Performance by a Duo or Group | Nominalizare |
| 1993 | Greatest Misses                         | Best Rap Performance by a Duo or Group | Nominalizare |
| 1995 | "Bring the Noise" (with Anthrax)        | Best Metal Performance                 | Nominalizare |

American Music Awards
| An   | Lucrare nominalizată                          | Premiu                     | Rezultat     |
| ---- | --------------------------------------------- | -------------------------- | ------------ |
| 1989 | It Takes a Nation of Millions to Hold Us Back | Favorite Rap/Hip-Hop Album | Nominalizare |
| 1991 | Fear of a Black Planet                        | Favorite Rap/Hip-Hop Album | Nominalizare |
| 1992 | Apocalypse 91... The Enemy Strikes Back       | Favorite Rap/Hip-Hop Album | Nominalizare |

Rock and Roll Hall of Fame
| An   | Lucrare nominalizată | Premiu    | Rezultat |
| ---- | -------------------- | --------- | -------- |
| 2013 | Self                 | Inductees | Câștigat |